# 张玉奎
张玉奎（1942年9月13日—），男，河北保定人，中国分析化学家，中国科学院大连化学物理研究所研究员，曾任该所副所长、国家色谱研究分析中心主任。

## 生平
张玉奎生于河北保定。1965年毕业于南开大学化学系。2003年当选为中国科学院院士。